# Васіч Сергій Вікторович
Сергій Вікторович Васіч (нар. 30 квітня 1971, Батумі, Грузинська РСР, СРСР — пом. 8 березня 2022, район селища Макарів, Київська область)  — старший сержант Збройних Сил України, учасник російсько-української війни, Герой України (посмертно).

## Життєпис
Сергій Васіч народився в сім'ї військових 30 квітня 1971 року в м. Батумі (Грузія). Разом з батьками їздив по світу по військових гарнізонах, тому армія для нього була рідною домівкою. Батько — офіцер, що служив у танкових військах. Сергій з дитинства любив військову техніку, особливо танки. У 12-річному віці його батько посадив за кермо автомобіля ГАЗ-66. Навчився на ньому їздити по естакаді взад-вперед. Це допомогло краще опанувати танк.
У середній школі Сергій Васіч навчався добре, згодом здобув технічну освіту. Був всебічно розвиненою людиною, завжди багато читав і постійно вдосконалював свої знання. Переїхавши до Грицева, працював у Грицівському відділенні зв'язку.
Проходив службу у Збройних Силах України з 2015 року. З 2018 року — був командиром танку в танковому батальйоні 14-тої окремої механізованої бригади імені князя Романа Великого. Мужньо обороняв наші позиції у Київській області.

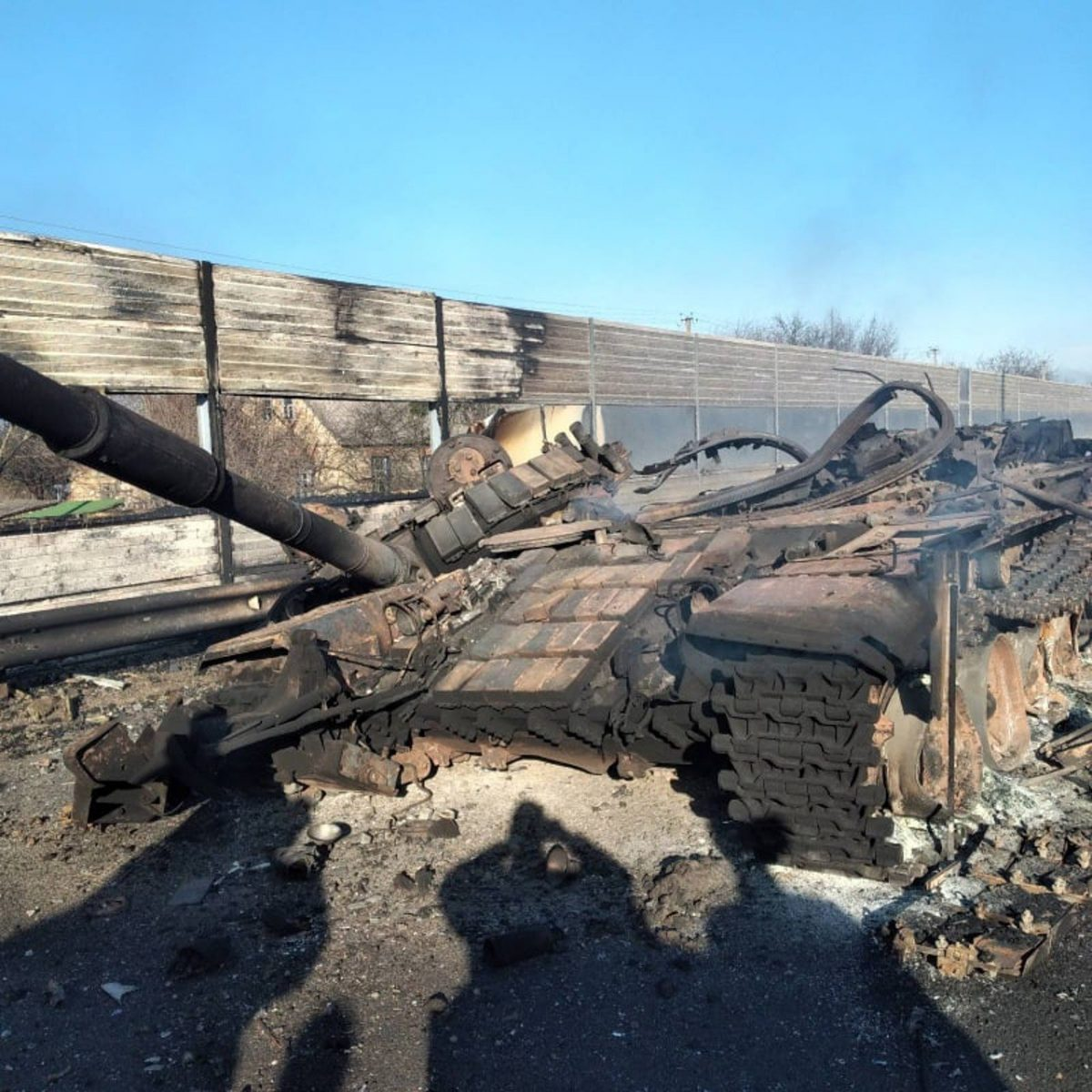
Згорілий російський танк Т-72, підбитий танкістами 14-тої окремої механізованої бригади імені князя Романа Великого у бою за визволення від російських окупантів селища Макарів Київської області

8 березня 2022 року три танкові екіпажі 14-ї окремої механізованої бригади брали участь у бою за визволення від російських окупантів селища Макарів Київської області. З першого пострілу танкістам під командуванням Сергія Васіча вдалося підбити головну машину, інші два танки підтримали вогнем. Одна за одною ворожі машини спалахували від влучних пострілів. Піхота почала розбігатися, згодом вони виявили позицію наших танкістів, викликали артилерію. Маневруючи, наші танкісти нищили ворога. Танк старшого сержанта Васіча зайшов противнику у фланг і почав вести вогонь осколково-фугасними снарядами, викурюючи піхоту. Разом три українські танкові екіпажі у бою знищили шість одиниць ворожої техніки та значну кількість живої сили ворога. Так, ворога було відкинуто і зрештою під час контрнаступу українські війська визволили від окупантів важливий населений пункт Київщини — селище міського типу Макарів. Однак, ворожа протитанкова керована ракета влучила в український танк Т-64БВ: здетонував боєкомплект та зірвало башту. Екіпаж у складі командира старшого сержанта Сергій Васіча, солдата Олега Свинчука та старшого солдата Віталія Пархомука загинув у бою.
Похований в місті Гриців на Хмельничинні, де він проживав.

## Нагороди
- звання «Герой України» з удостоєнням ордена «Золота Зірка» (2022, посмертно) — за особисту мужність і героїзм, виявлені у захисті державного суверенітету та територіальної цілісності України, вірність військовій присязі[3].
- Нагрудний знак генерального штабу Головнокомандувача збройних сил України "За взірцевість у військовій службі" 3 ступеня.
- Нагрудний знак учасника АТО.
- Відзнака Призидента України "За участь в АТО".